# نیدی آگروال
نیدی آگروال (زاده ۱۷ مارس ۱۹۹۳ در بنگلور) مدل، رقاص و بازیگر سینمای بالیوود هند است. وی در سال ۲۰۱۷ در اولین حضور خود در فیلم مونا مایکل در کنار تایگر شروف درخشید و برنده جایزه بهترین بازیگر تازه‌وارد سال شد.
آگروال در حال نقش آفرینی برای اولین فیلم زبان تلوگو خود یعنی ساویاساچی است که در سال ۲۰۱۸ اکران خواهد شد.

## زندگی‌نامه
نیدی آگروال متولد حیدرآباد پایتخت ایالت تلگانا و بزرگ شده شهر بنگلور هند می‌باشد. نیدی فارغ‌التحصیل رشته مدیریت از دانشگاه چریست بنگلور می‌باشد.وی توانایی بالایی در رقص باله دارد و در این حرفه آموزش دیده‌است. همچنین وی در سال ۲۰۱۴ در مسابقه بانوی شایسته هند در سال ۲۰۱۴ فینالیست شد.

## زندگی حرفه ای

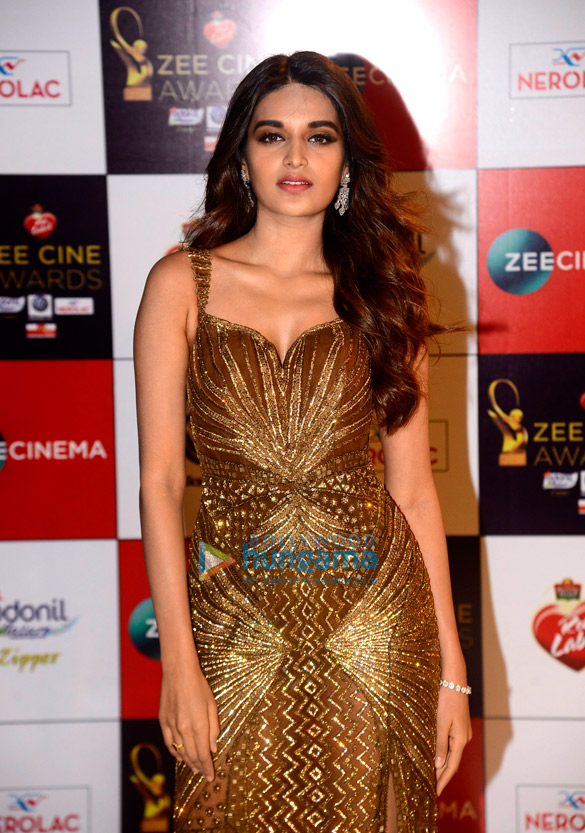
نیدی آگروال در سال 2017

در سال ۲۰۱۶ صبیر خان کارگردان سینمای هند رسماً اعلام کرد که نیدی آگراوال به عنوان پارتنر تایگر شروف در فیلم جدیدش مونا مایکل انتخاب شده‌است. نیدی از بین ۳۰۰ نامزد برای این نقش برگزیده شد. وی پس از امضای قرارداد برای این فیلم گفت: «من همیشه می‌خواستم بازیگر شوم. هر بار که آیشواریا رای را می‌دیدم، به خودم می‌گفتم که جای من هم یک روز در آنجاست.» او همچنین برای بازی در یک فیلم محصول کمپانی KriArj Entertainment به کارگردانی شری نارایان سینگ، قرارداد امضا کرد. این دومین فیلم بالیوودی او خواهد بود.

## فیلم‌شناسی
| سال  | عنوان          | نقش                 | زبان  | یادداشت                     | مرجع  |
| ---- | -------------- | ------------------- | ----- | --------------------------- | ----- |
| ۲۰۱۷ | مونا مایکل     | دولی (دیپیکا شارما) | هندی  | اولین نقش آفرینی در بالیوود |       |
| ۲۰۱۸ | ساویاساچی      | چیترا               | تلوگو |                             |       |
| ۲۰۱۹ | آقای ماجنو     | نیکیتا (نیکی)       | تلوگو |                             |       |
| ۲۰۱۹ | ایسمارت شانکار | دکتر سارا           | تلوگو |                             |       |
| ۲۰۲۱ | ایسواران       | پونگودی             | تامیل |                             | [ ۶ ] |
| ۲۰۲۱ | بومی           | شاکتی               | تامیل |                             | [ ۷ ] |
| ۲۰۲۲ | قهرمان         | سوبادرا "سوبو"      | تلوگو |                             | [ ۸ ] |
| ۲۰۲۲ | رئیس انجمن     | مایتیلی پراساد      | تامیل |                             | [ ۹ ] |

## تلویزیون
حضور در برنامه کاپیل شارما (ویژه فیلم مونا مایکل)

## جوایز و افتخارات
- جایزه بهترین بازیگر تازه‌وارد سال (زن) از جشنواره زی سین آواردز در سال ۲۰۱۷ (2017 Zee cine Awards) برای بازی در فیلم مونا مایکل
- فینالیست مسابقات Miss Diva در سال ۲۰۱۴